# 柴田勇真
柴田 勇真（しばた ゆうま、2004年2月8日 - ）は、地方競馬金沢競馬場金田一昌厩舎所属の騎手。兵庫県出身。

## 来歴
2015年4月4日金沢競馬第1競走でピースピースに騎乗しデビューする。デビュー時の勝負服は胴桃・胴袖白星散らし・袖黄。同年4月14日に金沢競馬、第11競走でブラッシーで優勝し初勝利を挙げる。
2017年1月24日に高知競馬で行われた全日本新人王争覇戦に出場し、10人中4位。
2018年3月25日から、ファンである阪神タイガースに因み、現在の勝負服（黄、胴黒うろこ、袖黒縦縞）に変更した。
2018年11月25日の金沢競馬第9競走をドロダンゴで制し、地方通算100勝を達成。
2020年1月20日から2月28日まで南関東で期間限定騎乗を予定していたが初日1月20日の大井競馬第7競走で発生した落馬事故に巻き込まれ（右鎖骨骨折）、以後の期間限定騎乗を断念。同年3月5日付で高橋俊之厩舎から金田一昌厩舎に移籍した。
2020年金沢シンデレラカップをマナバレンシアで制し、重賞初制覇を飾る。
2021年1月18日から3月12日まで南関東で2度目の期間限定騎乗を行った。

## 主な騎乗馬
- マナバレンシア（2020年金沢シンデレラカップ）
- ナミダノキス（2024年石川優駿、サラブレッド大賞典）